# Josef Stenbäck
Josef Daniel Stenbäck, né le 2 mai 1854 à Alavus (Finlande) et mort le 27 avril 1929 Helsinki (Finlande), est un architecte et ingénieur finlandais. Il a conçu 35 églises en Finlande et en Carélie finlandaise. Les églises de Stenbäck sont de Style romantique national et de Style néogothique avec pour certaines des influences Art nouveau.

## Biographie
Son père Karl Fredrik Stenbäck est pasteur de la ville d'Alavus et sa mère est Emilia Ottilia Kristina von Essen. Son frère est le fennomane Lauri Kivekäs .
Stenbäck étudie à l'Institut polytechnique pour devenir à la fois ingénieur et architecte.
De 1876 à 1880, Il étudie aussi l'allemand à l'école supérieure de Stuttgart.
En 1885, il étudie en Allemagne avec une bourse gouvernementale.
De 1886 à 1919, Stenbäck enseigne les techniques de construction dans une école industrielle.
Et de 1883 à 1889 il est journaliste pour la revue industrielle qu'il a lui-même créée.
Il a aussi de nombreuses activités comme la participation aux comités des Chemins de Fer Finlandais et le comité de construction Säätytalo.
En 1883, il se marie avec Anna Augusta Bähr (1862-1949) de Seinäjoki.
On décrivait Stenbäck comme amical, serviable et avec le sens de l'humour.
L'ambiance familiale très croyante a influencé son choix de se spécialiser en conception d'églises.

## Son œuvre

### Églises en Finlande et Carélie
- Églises en bois

- 1892, Heinävesi
- 1983, Luhanka
- 1912, Keikyä
- 1909, Pulkkila
- 1928, Killinkoski
- 1982, Hankasalmi

- Églises en briques

- 1917, Forssa
- 1898, Kotka
- 1920, Vehmersalmi
- 1903, Joensuu
- 1897, Mikkeli
- 1925, Kauhava
- 1904, Rantasalmi[3]

- Églises en pierres

- 1903, Alahärmä
- 1915, Hirvensalmi
- 1904, Koivisto
- 1894, Muuruvesi
- 1912, Raahe
- 1910, Sonkajärvi
- 1898, Eura
- 1922, Humppila
- 1902, Kuolemajärvi (fi)[4]
- 1905, Nilsiä
- 1913, Räisälä
- 1904, Varpaisjärvi
- 1913, Hartola
- 1910, Karuna
- 1910, Luvia
- 1909, Pyhäranta
- 1924, Savitaipale
- 1906, Vuolijoki

- Églises aux murs crépis

- 1921, Joutseno
- 1902, Kemi
- 1912, Pattijoki
- 1908, Terijoki

### Autres constructions
Josef Stenbäck a aussi conçu d'autres bâtiments dont:
- 1885, Mairie de Kuopio, avec Frans Anatolius Sjöström,
- 1890, Manoir de Sipilä , Janakkala,
- 1892, Villa Pukkila, Oulu
- Les immeubles suivants dans les quartiers de Eira et de Ullanlinna à Helsinki[5]:
  - 1902, Tehtaankatu 3 / Neitsytpolku 12
  - 1901, Speranskintie 1 / Perämiehenkatu 2
  - 1902, Neitsytpolku 12 / Vuorimiehenpuistikko 2
- 1903, Mausolée Juselius

### Galerie

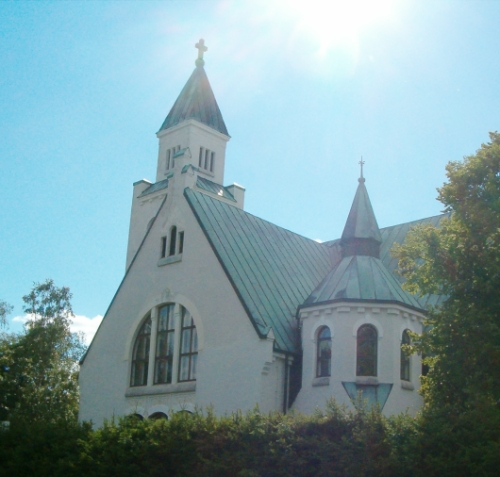
Église de Joutseno
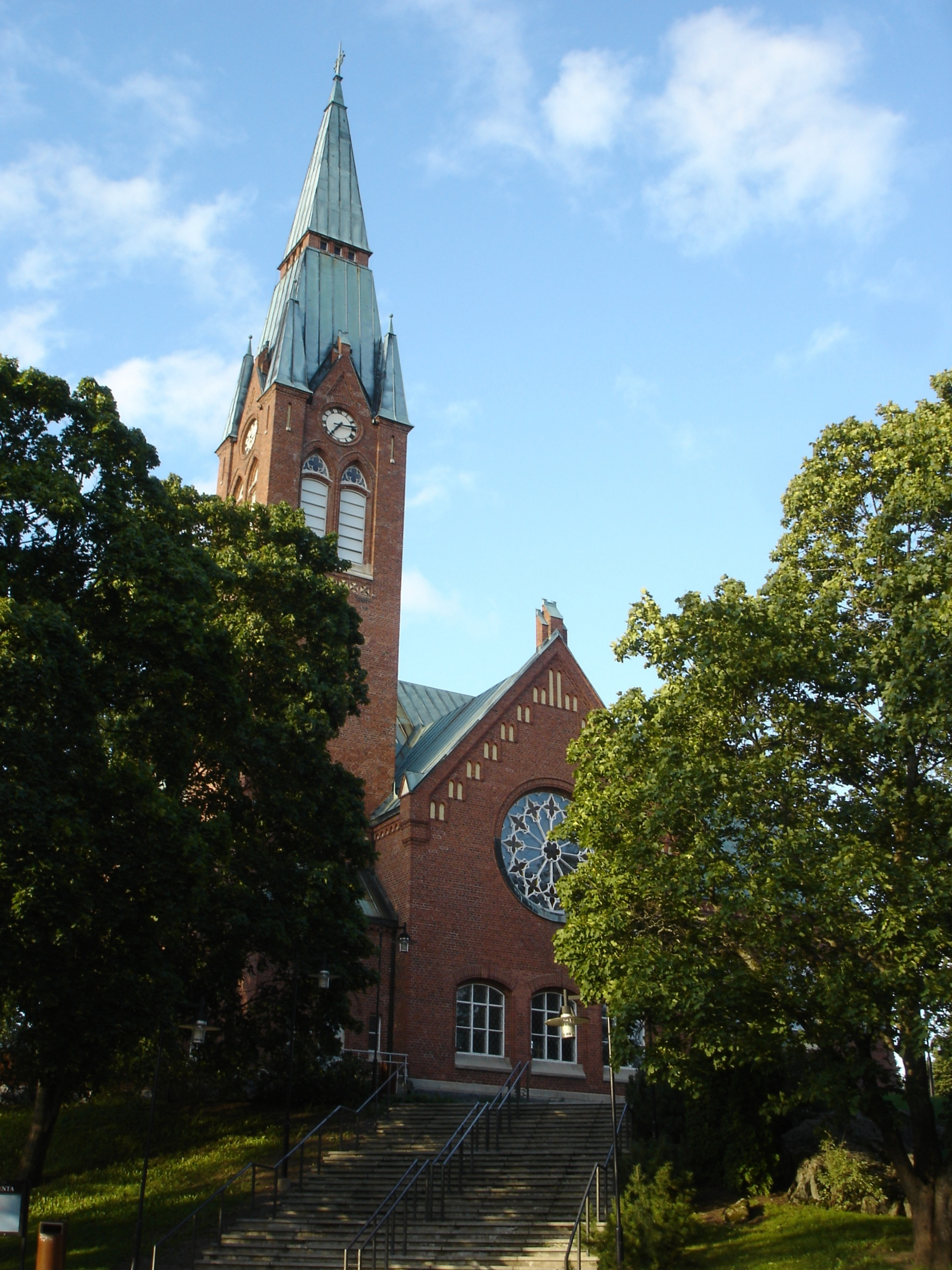
Église de Forssa
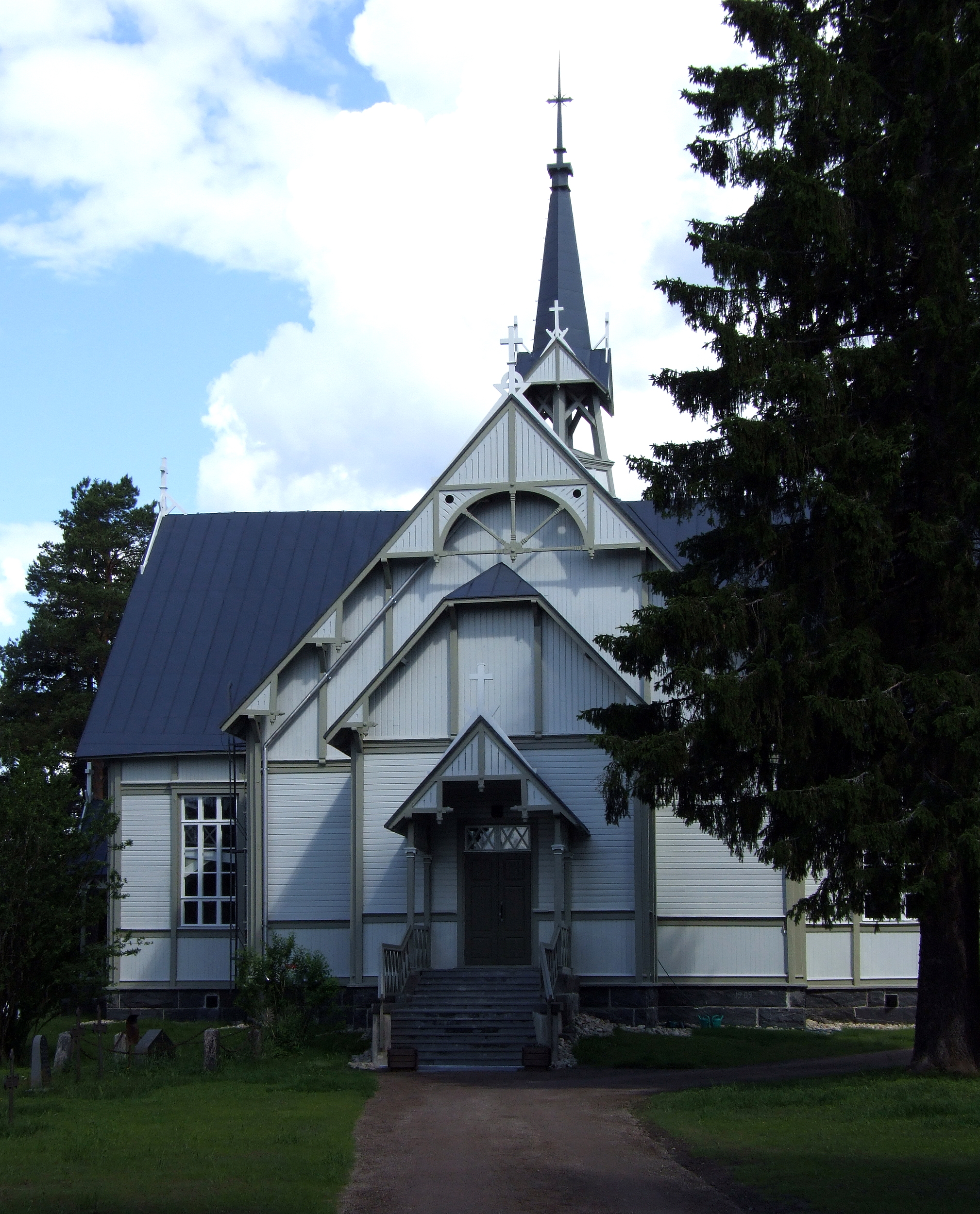
Église de Pulkkila
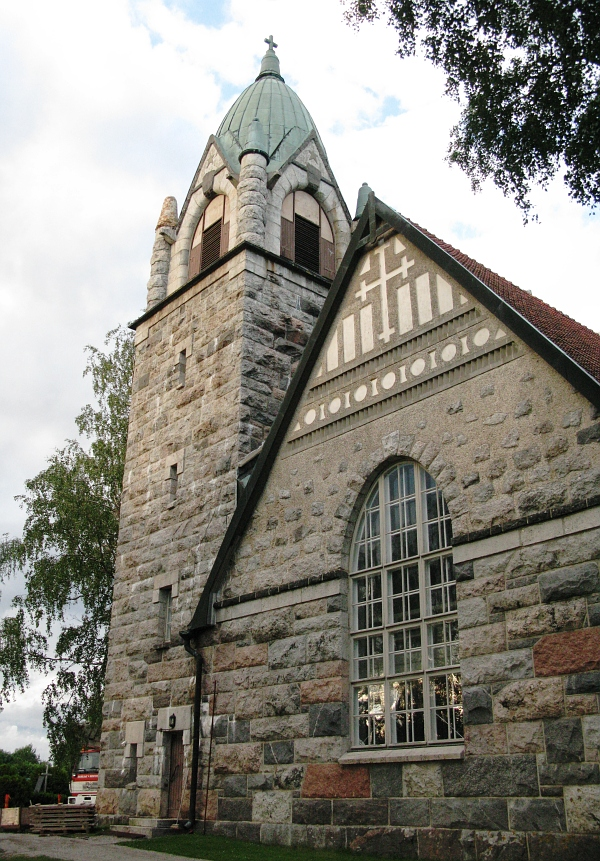
Église de Pyhäranta
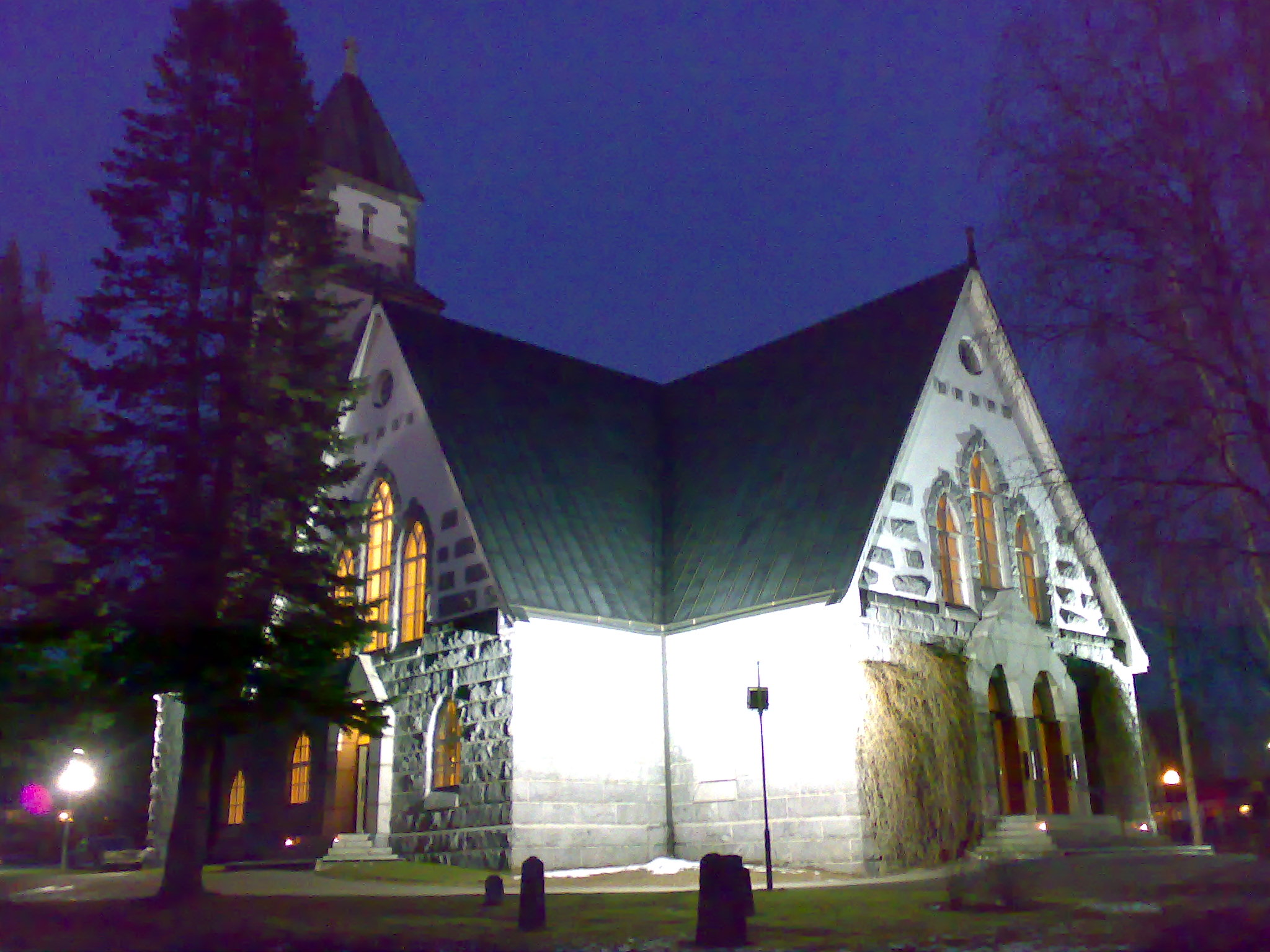
Église de Hirvensalmi
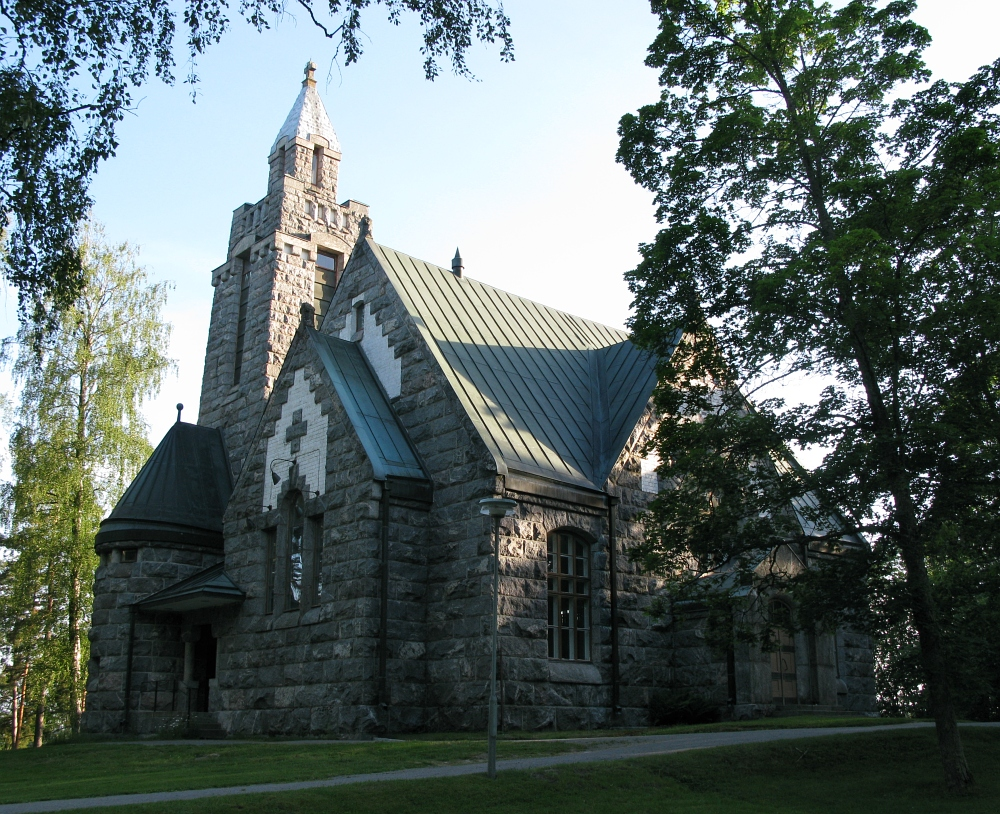
Église de Karuna
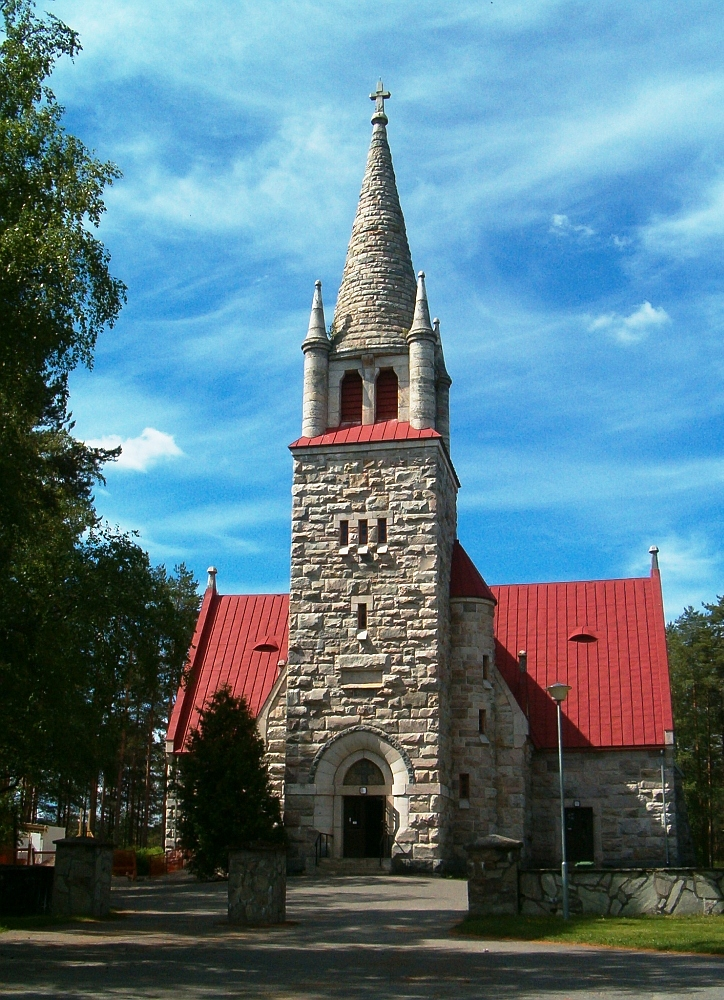
Église de Nilsiä
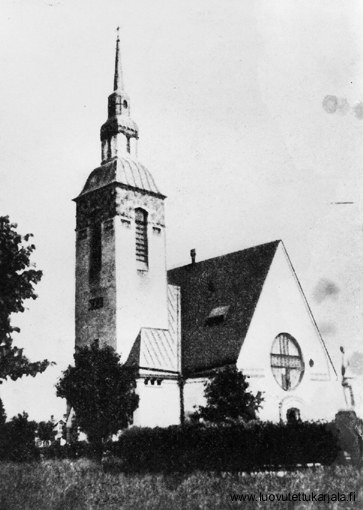
Église de Terijoki (avant guerre)
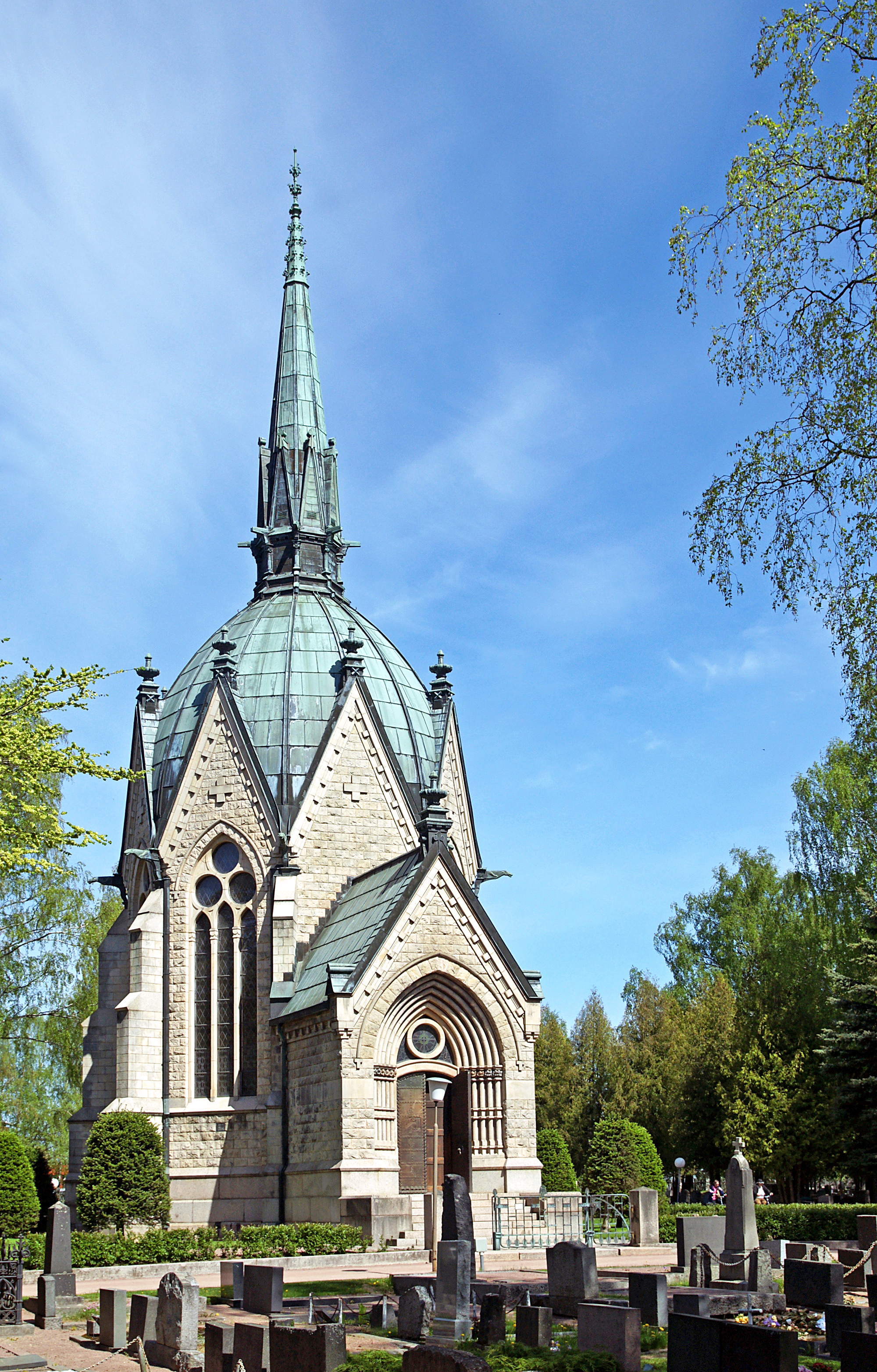
Mausolée Juselius, Pori
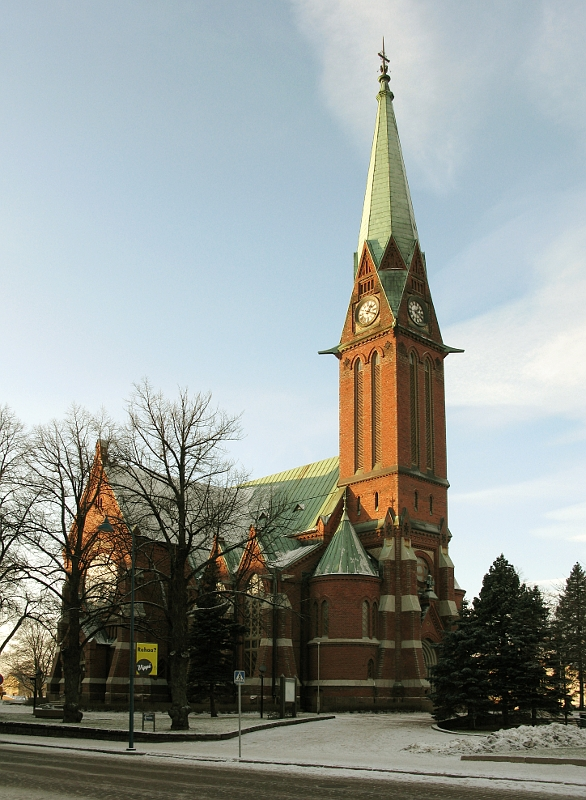
Église de Kotka
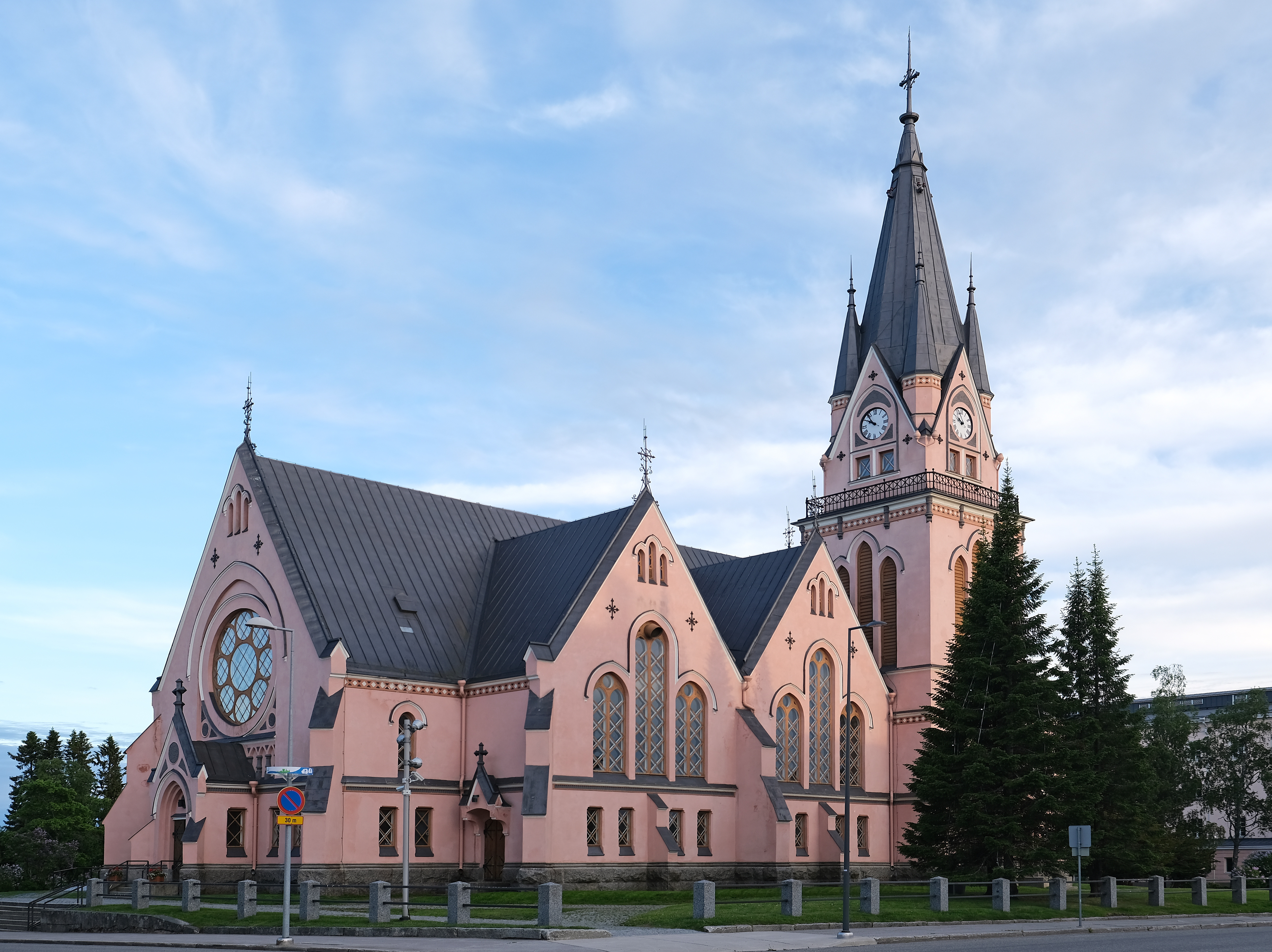
Église de Kemi
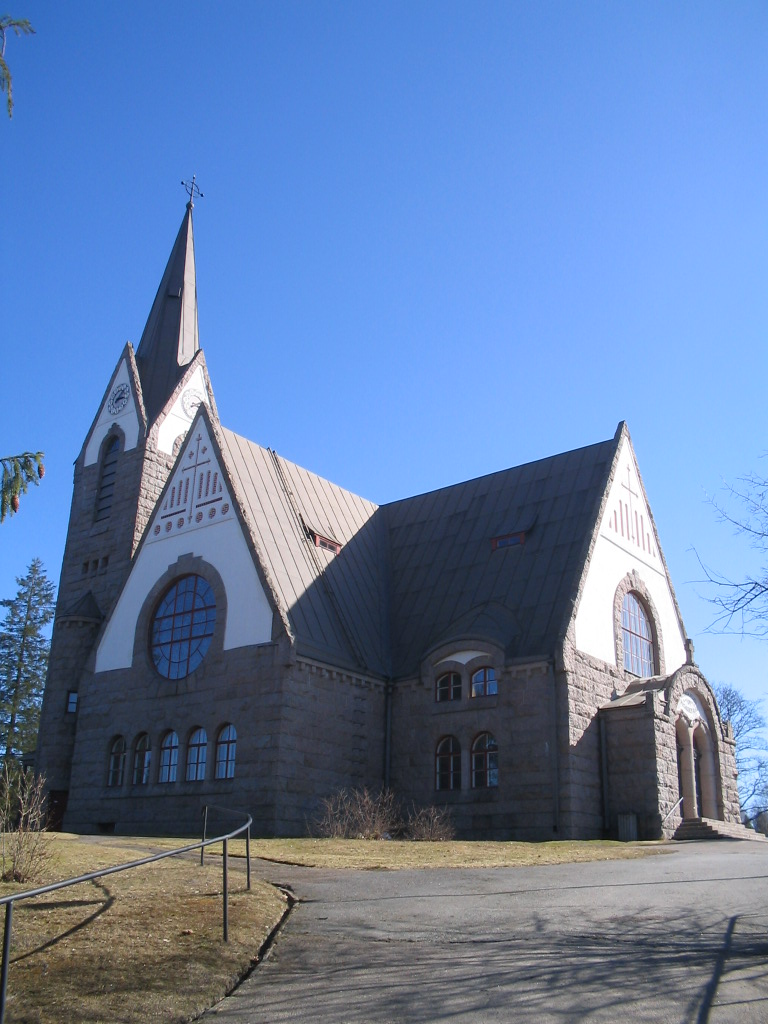
Église de Savitaipale
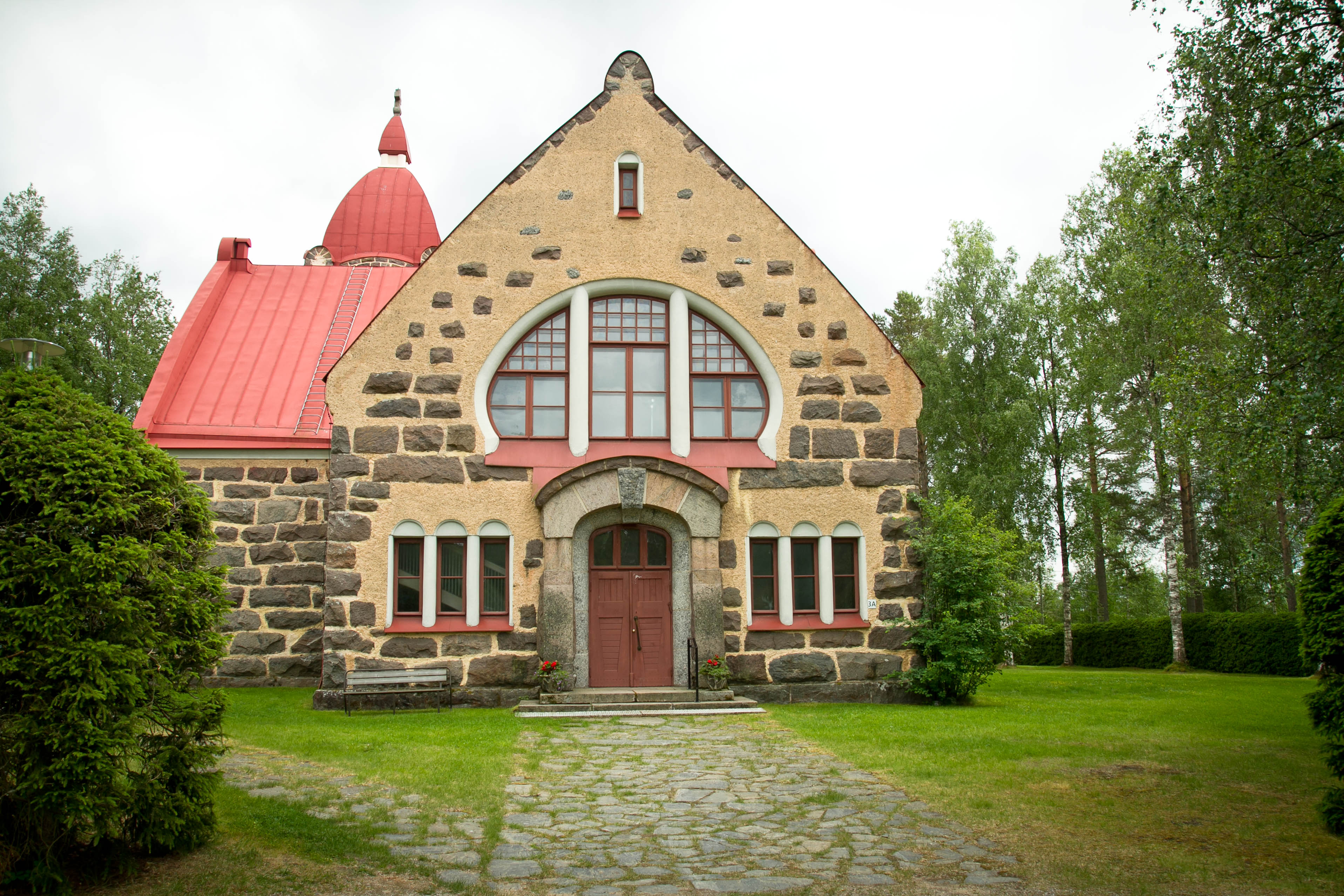
Église de Vuolijoki
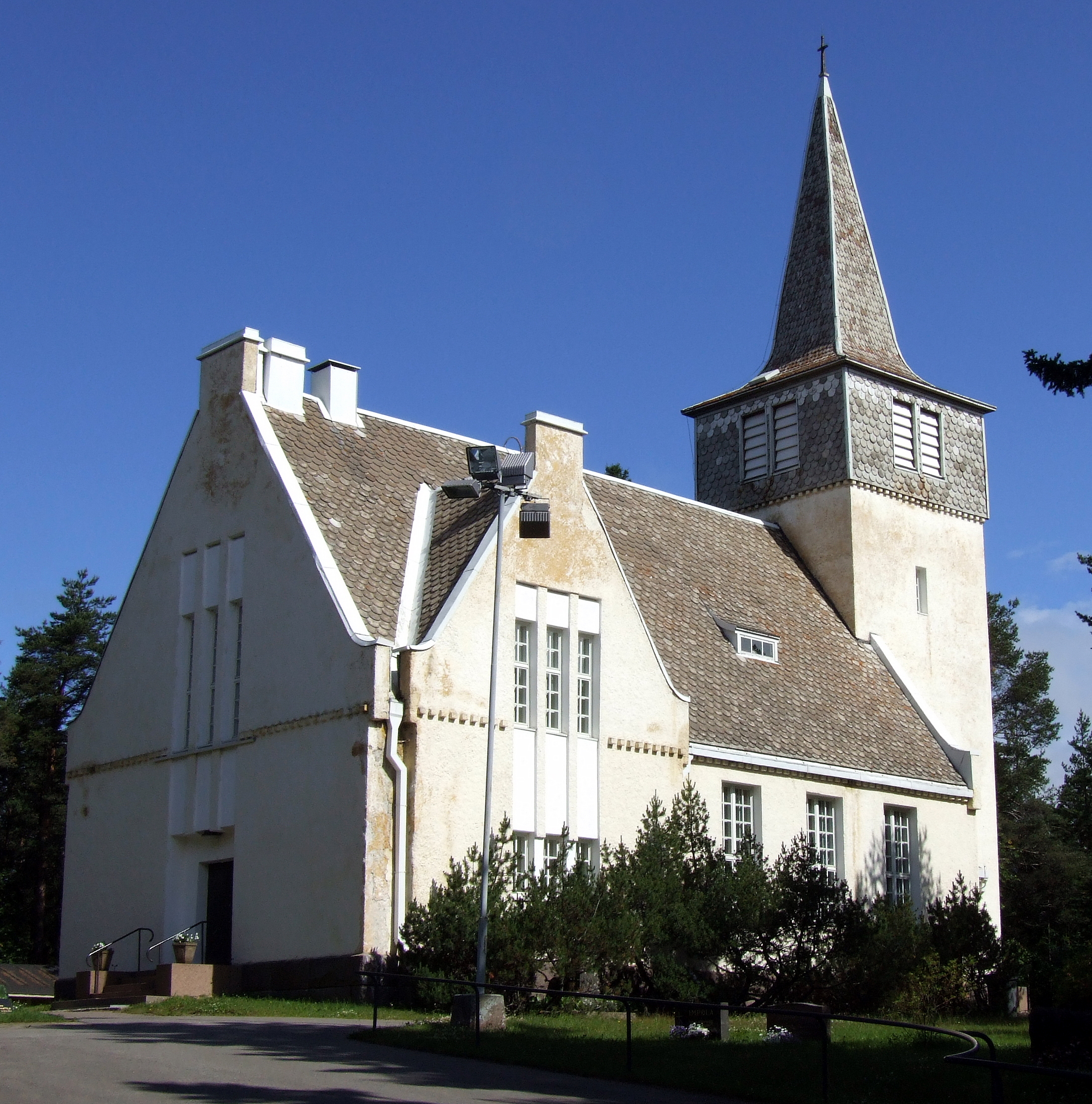
Église de Pattijoki
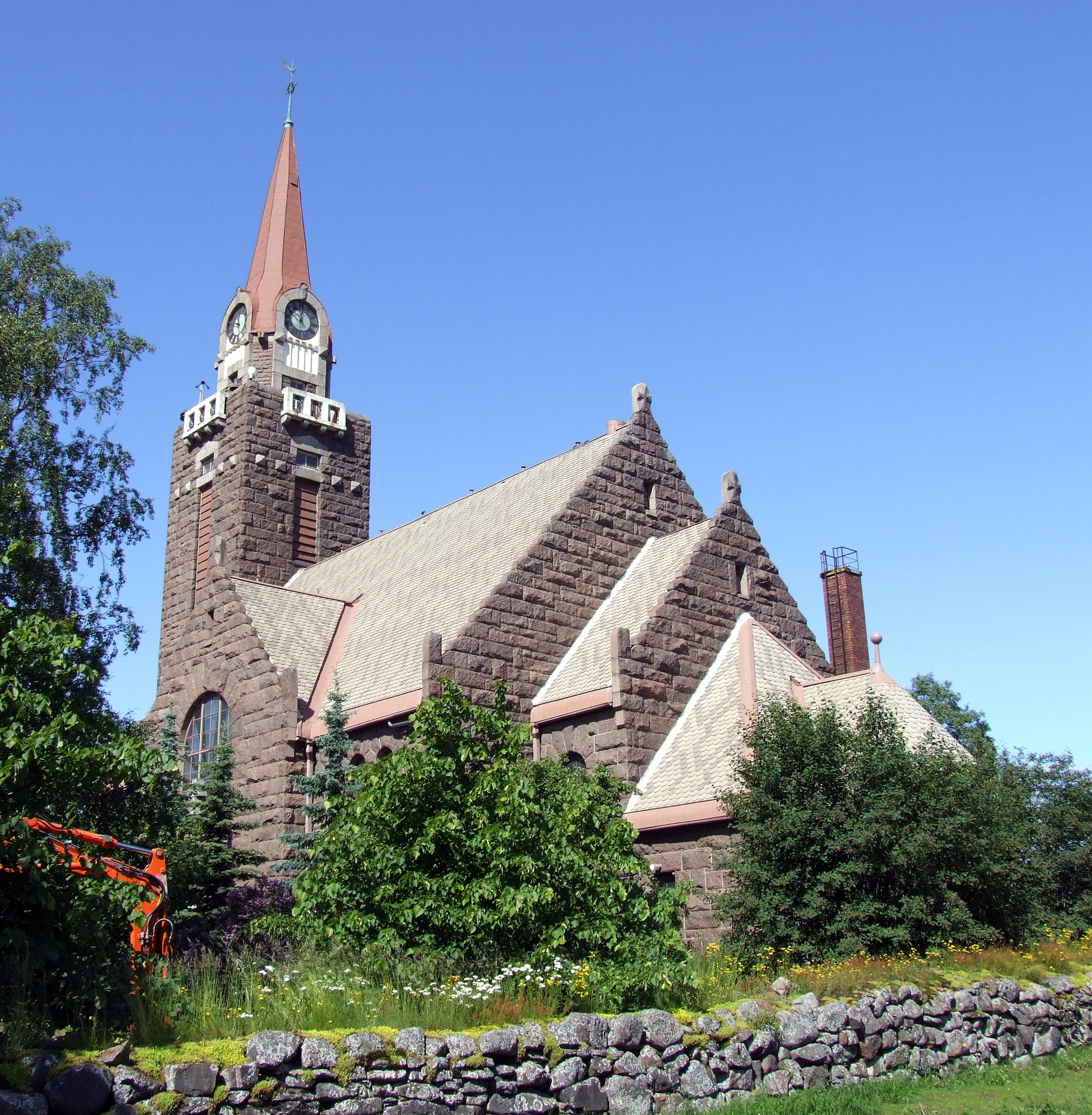
Église de Raahe
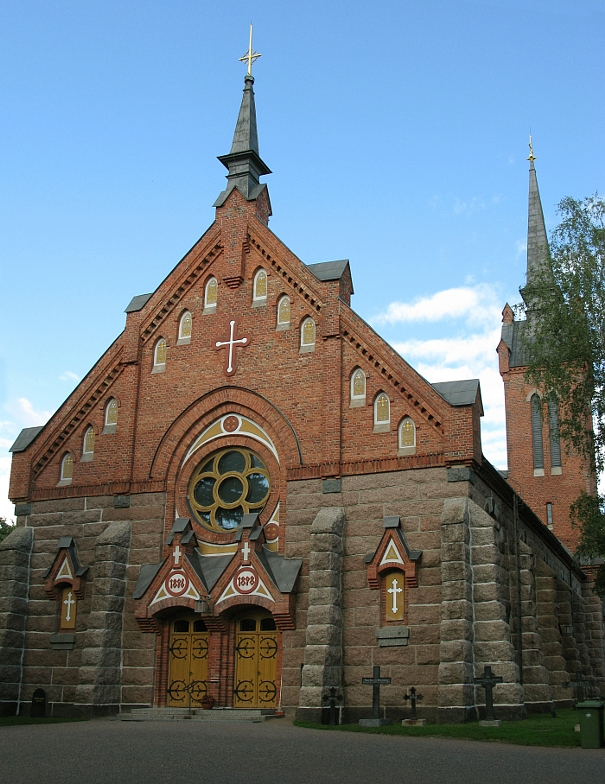
Église de Eura
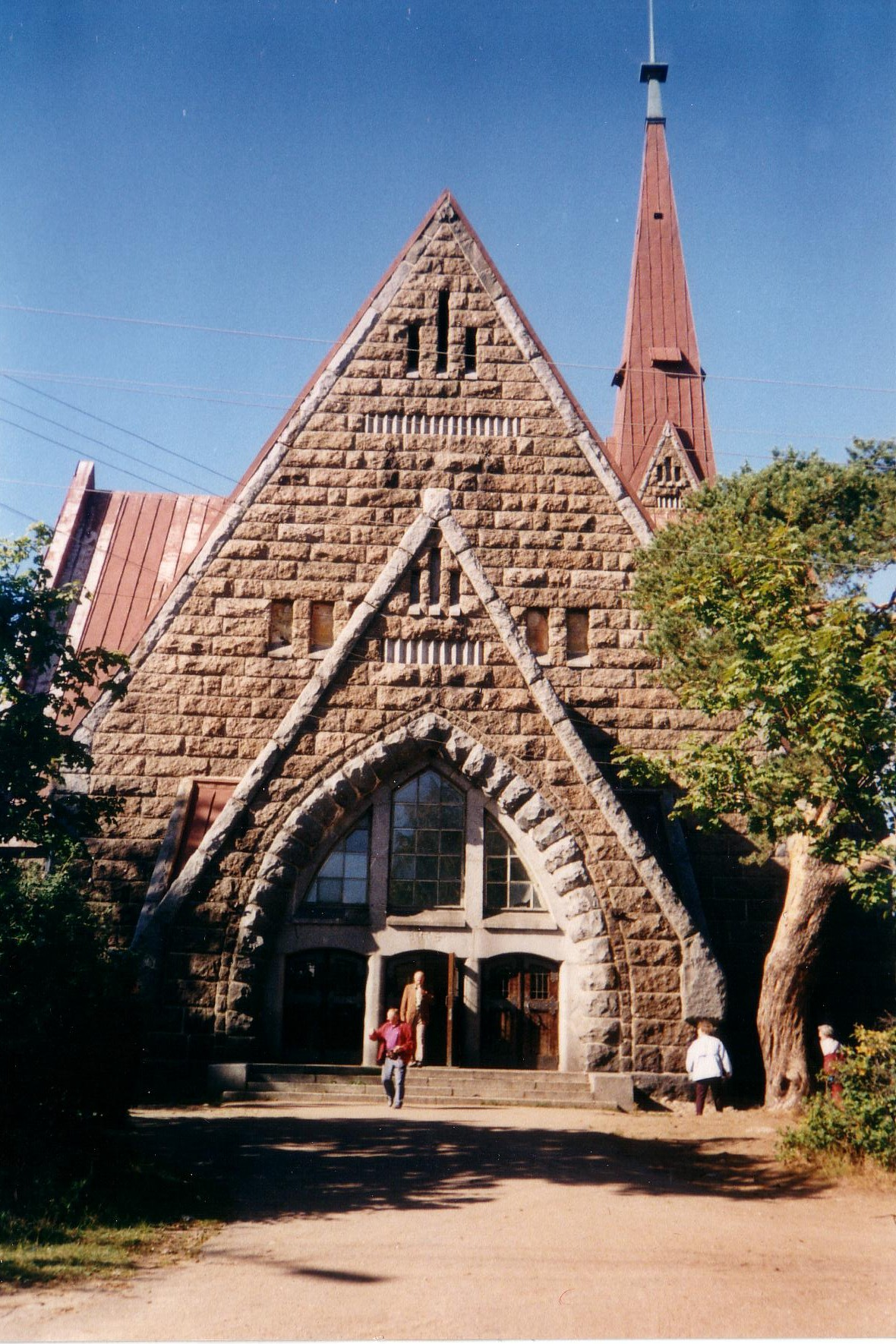
Église de Koivisto
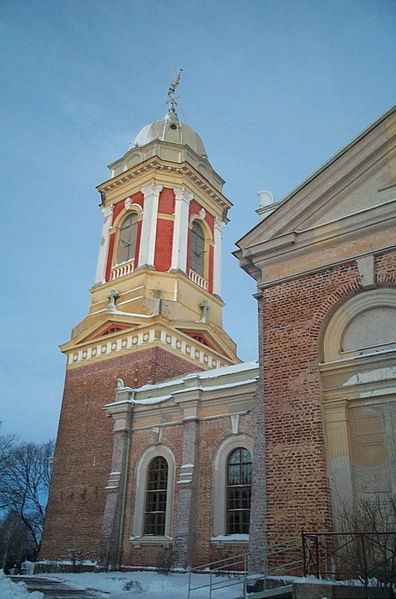
Église de Kanta-Loimaa
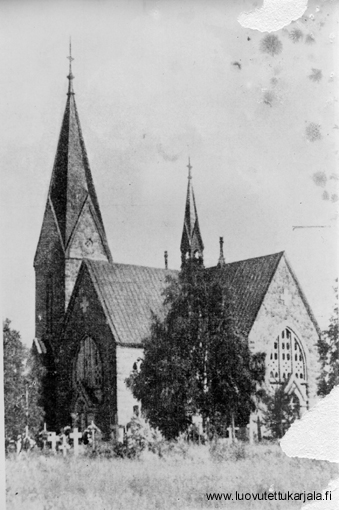
Église de Kuolemajärvi (fi)